# Palmas (Aveyron)
Palmas ist eine ehemalige französische Gemeinde mit 365 Einwohnern (Stand 1. Januar 2022) im Département Aveyron in der Region Okzitanien.
Mit Wirkung vom 1. Januar 2016 wurde sie mit den Gemeinden Coussergues und Cruéjouls zu einer Commune nouvelle mit dem Namen Palmas d’Aveyron zusammengeschlossen. In der neuen Gemeinde besitzt sie den Status einer Commune déléguée.

## Lage
Palmas liegt am oberen Aveyron. Nachbarorte sind Bertholène im Nordwesten, Cruéjouls im Norden, Coussergues im Nordosten, Gaillac-d’Aveyron im Südosten, Sévérac-l’Église im Süden und Laissac im Südwesten.

## Sehenswürdigkeiten
- Kirche Saint-Vincent mit Teilen aus dem 12. Jahrhundert, Monument historique[1]

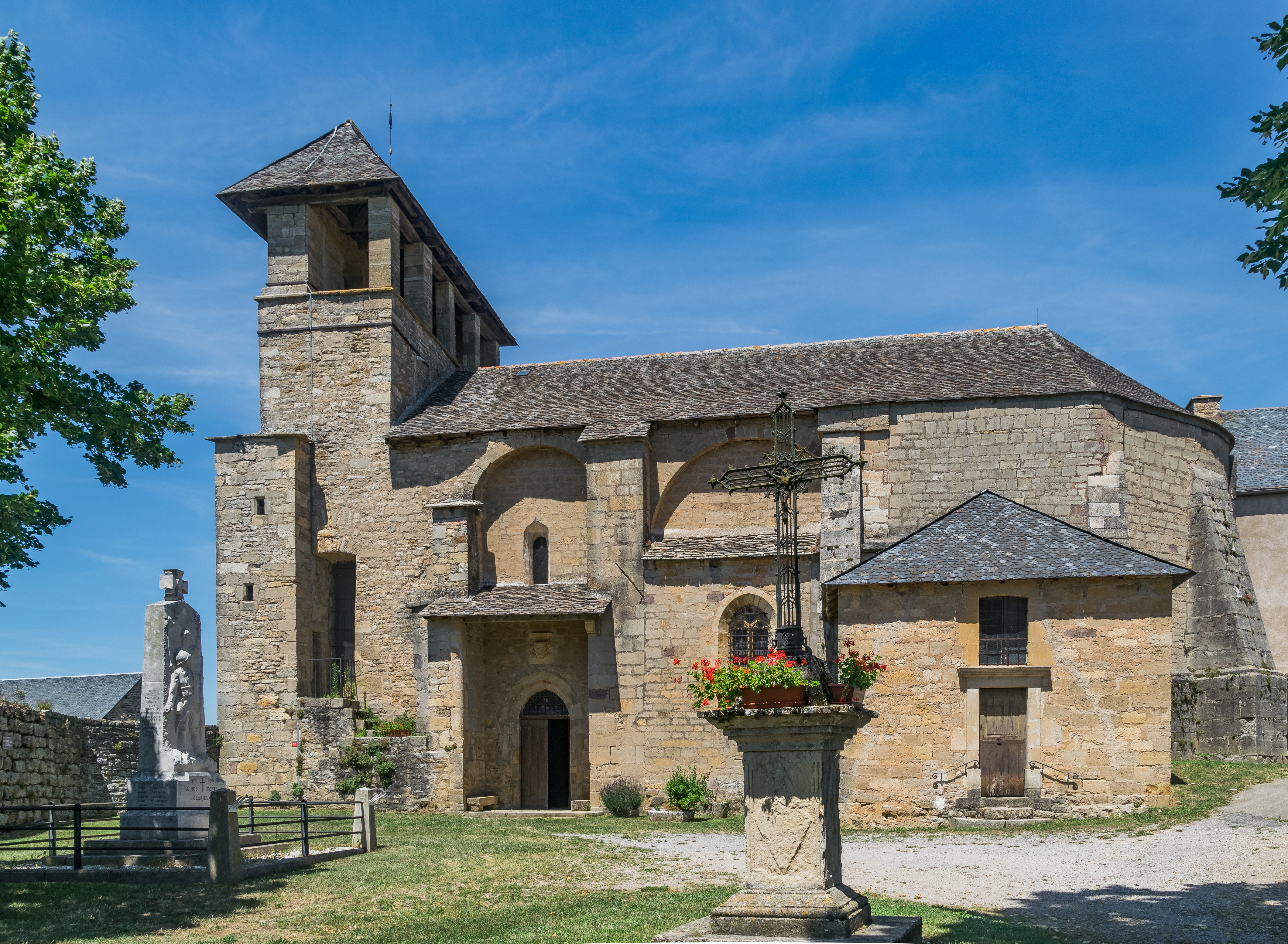
Kirche Saint-Vincent

## Bevölkerungsentwicklung
| Jahr      | 1962 | 1968 | 1975 | 1982 | 1990 | 1999 | 2008 | 2016 |
| --------- | ---- | ---- | ---- | ---- | ---- | ---- | ---- | ---- |
| Einwohner | 221  | 214  | 222  | 216  | 214  | 223  | 287  | 372  |